# Bittelbrunn
Bittelbrunn is een plaats in de Duitse gemeente Engen, deelstaat Baden-Württemberg, en telt 330 inwoners (2007).